# 馬騤 (弘治丙辰進士)
馬騤（1466年—1530年），字世用，號梅軒，山西平陽府解州夏縣人，民籍，明朝政治人物。同進士出身。

## 生平
成化二十二年（1486年）丙午科山西鄉試第四十七名舉人。弘治九年（1496年）中式丙辰科會試第七十名，三甲第一百一十六名進士。授行人推工科给事中，升刑科都给事中。正德三年，担任廷试监考官，大臣焦芳欲子焦黃中为殿魁，但馬騤推取呂柟状元之第。因同编修顾清等得罪于芳，馬騤又忤逆刘瑾党羽。正德四年，外调淮安府推官。在淮安多有功劳，被举荐转松江府同知，升饶州府知府，改鄖陽府知府。正德十二年（1517年）考察，以「不謹」去職。卒年六十五。
著有《梅轩集》。

## 家族
曾祖馬弘毅；祖父馬彬；父親馬忱，曾任武定州判官。母杜氏。具庆下。兄长馬馭，弘治六年癸丑科进士。